# 興安軍
兴安军，满洲国的一支部队，隶属满洲国军，负责守卫该国蒙古人聚居的兴安省（兴安四省）和热河省，该区域大致相当于今内蒙古自治区东部。兵员主要为蒙古人，以骑兵为主力部队。

## 概况

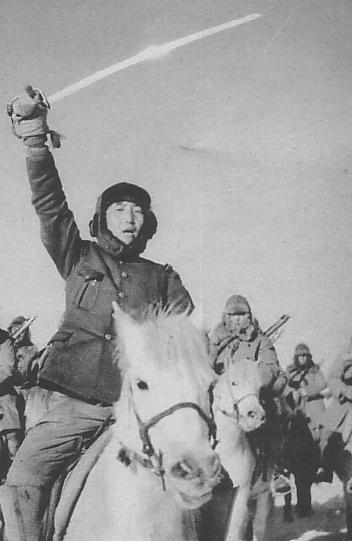
興安軍騎兵隊

1927年甘珠尔扎布、1928年正珠尔扎布分别毕业于日本陆军士官学校步兵科和炮兵科，回到旅大后，开始策划蒙古独立的秘密活动，和当时的日本关东军司令官畑英太郎中将、高级参谋河本大作和以后的高级参谋板垣征四郎大佐、参谋石原莞尔中佐等人接洽，恳求日本帮助蒙古独立。与一些参谋如花谷、堀内等都成了密友。还联络蒙古土匪天红（名金昌，苏鲁克旗人，有100多名胡匪），一面联络蒙古各地人，合谋蒙古独立的事。甘珠尔札布带妻子川島芳子（金壁辉）到西科中旗（图什业图旗）王府，秘密训练王府的军队，又动员图什业图亲王业喜海顺参加蒙古独立运动。正珠尔扎布则利用“南满洲铁道株式会社”驻郑家屯的特务组织“满铁公所”研究蒙古事情，一面联络拉拢蒙古有势力人物如莫力庙活佛阿旺图巴丹、阿鲁科尔沁王旺钦帕尔赉、温都尔王杨仓扎布、爱根庙萨布楞喇嘛等。
1930年底至1931年7月，日本关东军参谋部完成了《关于统治满蒙占领地研究》和《占领满蒙后经略外蒙古方略等方策研究》。
1931年“九一八”事变后，日本关东军司令部当夜由旅顺移驻奉天东洋拓殖会社办公大楼，甘珠尔札布和正珠尔扎布赶到奉天住在“满铁”附属地万国旅社，一方面召集滕续文（哈丰阿）、张洪俊、韩凤林、李友同（阿思根）等等设在沈阳的东北蒙旗师范学校学生和其他蒙古青年30多人研究蒙古建军， 一面到关东军司令部见了本庄繁司令官、三宅光治参谋长、板垣高级参谋等要求枪炮子弹。板垣答应给步枪3000支，子弹60万发。甘珠尔札布组织“蒙古独立军”打算是：由科左后旗经过科左中旗占领通辽县整顿部队，再往北经过高力板、科右中旗到兴安岭索腰勒吉山会合郭道甫的部队，以后再商议下一步的打算。先招集东科后旗大蒿子的统领包善一（额尔敦毕力格，有200人旗保安队）和东科中旗的韩色旺（有200人土匪），派苏鲁克旗人宋福山与盘踞在通辽一带的胡匪天红、高山200余人土匪联络建军。蒙古独立军：
- 司令甘珠尔扎布
- 参谋长萨嘎拉札布（汉名郑凤翔，巴林右旗人，“满铁”育成学校毕业）
- 秘书长滕续文（科左中旗人，东北蒙旗师范学校学生）
- 副官长韩凤林（科左中旗人，日本士官学校毕业）
- 设宣传、军械等八大处
- 关东军顾问：和田劲退伍中尉

1931年9月22日，日本关东军司令部制定的《满蒙问题解决方案》，1931年10月关东军司令部制定的《满蒙共和国统治大纲案》明确了在东四省及东蒙古地区成立傀儡政权，为了达到笼络蒙古，分化东四省的势力，明确了东蒙古地区作为特殊地区对待，成立1个自治省，废除王公制度，建立蒙古军等。1931年10月初关东军把3000枝步枪和60万发子弹运到了离包善一家最近的的平齐线一棵树车站。包善一分得多数武器后却坚决不行动。为了使包善一安心，甘珠尔札布想办法把包善一的全家搬到大连居住，后看到包善一的行动仍然消极，又趁独立军改编为内蒙自治军之际，把总司令之职让给包并兼第一军司令。改编后的蒙古自治军：
- 总司令包善一
- 总参谋长甘珠尔札布
- 第一军司令包善一兼
- 第二军司令韩色旺（包善一的亲戚，是一个文人，追随包善一行动）
- 第三军司令甘珠尔札布兼。有七、八个团，团长有高山、那钦双和尔曹巴格都等
- 炮兵队长：白云航（哈斯巴图尔，喀喇沁右旗人，苏联基辅军官学校毕业）

第一、第二军各有七、八个团，实际兵力有2000人。自治军各团都有东北蒙旗师范的学生，相当于政治指导员。内蒙自治军号称一万，在科左后旗、科左中旗和通辽县一带活动。
1931年10月中旬，第二军和第三军驻在郑通线大林站一带，准备攻击通辽县城。派了以博彦满都（宾图旗人）为首的几名东北蒙旗学校学生潜入通辽县城，与通辽县当局谈判无条件开城遭拒。驻防通辽县城的是东北军奉天省骑兵第三旅。甘珠尔札布亲自率领蒙古自治军第三军高山的部队（这时还没有别的部队）和学生队由西南攻入通辽县城，和田顾问领着的十来个日本浪人乘火车头开进了通辽车站。守备通辽的第三旅和民团开始反攻，伪蒙军被迫退出回到大林站。 正珠尔扎布立刻上奉天到关东军部见板垣参谋，说明了内蒙自治军的实际情况和包善一、韩色旺二人的灰色态度，恳求关东军援助大炮和军队防寒被服以便重整旗鼓。板垣另派退伍大佐松井清助任蒙古自治军顾问,带来了大口径迫击炮二门和捷克制轻机关枪等武器。后续派来了退伍少佐盘井文雄、小泽一六八退伍少佐、现役少佐本间诚任顾问。1931年11月7日日军羽山支队攻占了通辽县城后，蒙古自治军第一军驻科左后旗，第二军驻在科左中旗，第三军驻科左中旗舍伯吐一带。
1931年12月12日，扎鲁特旗、科尔沁右翼前旗、科尔沁右翼中旗、杜尔伯特、扎赉特、依克明安等旗扎萨克，黑龙江各旗总管的代表以及那木海扎布、图门满都呼、阿成嘎等，关东军代表诹访等在泰来召开会议，通过了六项决议：一是各旗乘此机会独立。二是在郑家屯设立内蒙古自治区筹备处。三是维持费由代表之各旗负担。四是独立范围为现在内蒙古全境。五是独立后境内不允许汉族军队驻扎。六是独立后各旗组织由蒙古人组成的自治军，专门担任治安之责以防备汉族军队。1932年2月18日，满铁郑家屯公所所长菊竹稻藏主持召开了“郑家屯会议”，参加人员有旗扎萨克、王公贵族、士绅、有影响的头面人物、大学生等30多人，讨论蒙汉分治，蒙古独立。菊竹稻藏在郑家屯的会议上明确了“建立满蒙新政权时，我们正在考虑实行蒙汉分治，要保护蒙古人的特殊权益，使他们有自己的政权，有自己的军队，有自己的文化教育和宗教信仰，即为了体现蒙古复兴精神，我们日本人要帮助蒙古人在各方面有较快的发展等等”。郑家屯会议发表了《满蒙独立宣言》，作出了《蒙古自治行政区域的划定》决定。“郑家屯会议”决定东蒙古地区作为满洲国的组成部分，接受日本的统治。1932年3月9日，满洲国国务院设立了直辖的兴安局，专管蒙旗事务，8月3日兴安总局改称兴安总署。 
1932年4月满洲国军建立，此时关东军制定了将内蒙古自治军（九一八事变时期以蒙古人为主在科左后旗和科左中旗一带组成的军队）编入满洲国军的方针。1932年4月22日，斋藤恭平少佐、金川耕作大尉、生田吉五郎大尉、本间诚大尉被任命为兴安军的军事顾问。本间顾问在改编内蒙古自治军的同时，在兴安东分省、南分省、北分省选拔蒙古青年并加以训练。:115
1932年5月，兴安南警备军于兴安南分省成立，司令官为巴特玛拉布坦少将，参谋长为甘珠尔扎布。
1932年3月兴安北分省派10人去奉天日本独立守备队干部训练班学习3个月。郭文通被选入其中当翻译。1933年3月在海拉尔成立兴安北省警备司令部（兴安北警备军），司令官为乌尔金少将，郭文通任骑兵少校参谋，1935年任参谋处长；1936年9月升为陆军骑兵中校，12月在海拉尔任骑兵第七团团长，驻防中蒙、中苏边境，1940年晋升上校军衔。
1933年4月，兴安东警备军于兴安东省成立，代司令官为绰罗巴图尔上校。
热河作战之后，原热河省北部拆分为兴安西分省，察东警备军（义勇军，司令官李守信）中由蒙古人组成的第4支队编入满洲国军，成为兴安西警备军，代司令官为乌古廷上校:115。
1938年，兴安军管区成立，巴特玛拉布坦任司令官，统括原四支兴安警备军:132。后改编为第9军管区（通辽）和第10军管区（海拉尔）:185。
满洲国中央陆军训练处建立于1932年，负责军官的教育。然而由于语言和习惯等因素，兴安军的军官不适宜在此受训。1934年7月1日，军政部在郑家屯的临时校址设立了专门培养蒙古人军官的兴安军官学校，校长由巴特玛拉布坦兼任，下永宪次少佐任顾问。第1期学生72人。1935年8月1日，学校迁至王爷庙，隶属于满洲国军事部，关东军王爷庙特务机关长金川耕作大佐任学校顾问，实际掌握权力。副校长佐野少将、服部少将，军事顾问泉铁翁中左。兴安军事学校以复兴蒙古民族为宗旨，作为当时唯一的蒙古人高等军事教育机关，为了培训未来的领导者，不仅提供军事培训，也进行其他方面教育。学制八年，分为少年科4年、预科2年、本科2年。学生编为“生徒队”，每个年级1个连，共8个连，800余人。军校的命令、口令、公文一律用日文，一律讲日语。学校附设教导团、军士候补生队、轮训的教育部。1939年10月，学校改名为陆军兴安学校。:116:46,47共计办学十五期，毕业九期。
根据满洲国军刊行委员会（兰星会）所编《满洲国军》，蒙古士兵具有如下的强项：能够在缺乏地标的广阔草原上辨认方向、夜间到达目的地，战斗勇猛，马术娴熟，可以不执缰绳进行射击，可以长时间骑行。:180

## 战历
1932年9月，苏炳文在呼伦贝尔地方发起抗日活动。满洲国军协助关东军进行讨伐作战，本间诚顾问率领兴安南警备军参战:115。1933年的热河作战中，兴安南警备军司令官巴特玛拉布坦率2个团的兵力进军林西、林东方面，支援关东军。1935年起，兴安北警备军参与了哈尔哈庙战斗等3次与蒙古国之间的军事冲突。
1937年7月，中日战争爆发，中方军队越过热河省的长城边界后，满洲国军有部分部队也奉命出战，其中包括兴安南警备军。兴安南警备军推进至察哈尔省，此后接受日军指挥。在山西省阳高战斗之后，兴安南警备军的加藤连在9月13日作为先锋占领大同，此后转战山西各处，于10月回师。1938年，共产党的部队进犯热河省境，7月3日，甘珠尔扎布少将担任支队长，率兴安骑兵第5团、第2团约1000人出战，转战冀东各地，至12月历战45场，击溃高翔云部约5000人。:107,108
1939年诺门罕事件中，乌尔金中将率兴安骑兵第1、第2、第8团出战（称为乌尔金部队）。5月，刚刚编成的国防军兴安师（师长野村登龟江中将）作为核心组成兴安支队，率兴安骑兵第4、第5、第6、第12团等6000-7000人出击:152-155。7月1日，兴安支队在准备攻击诺罗高地之时遭受苏军炮击，部队指挥失灵，士气低下。此后的战斗中日系军官多有死伤，相继出现了逃兵:157,158。得到长野支队的增援后，兴安支队在7月10日以残部夺取三角山。7月21日的战斗中野村支队长负伤，返回后方，剩余的兴安支队约300人在8月2日与日军交替掩护回撤:162。兴安支队死伤2,895人:152。
兴安师参加过诺门罕战役后改编为第2师，自1945年1月起守卫西部国境。1945年8月苏联对日本宣战后，
- 第2师（师长林保治）因一部分部队派往冀东，实际兵力约3000人。第2师收到迎击苏联军队的命令后，部队丧失战意发生了逃兵和内乱。8月11日，师长决定解散残存部队。[9]:236,238.兴安军第二师骑兵第四十六团、步兵第三十八团接受阻击苏军之命令，进入王爷庙南山阵地。8月10日夜间，骑兵第四十六团团长王海峰（白音布鲁格）、步兵第三十八团团长胡克巴图尔率领所部，杀死日本军官，撤出阵地，摧毁王家窝铺“五三”部队指挥机关，缴获一部电台和一些军用物资，并与驻王爷庙苏军取得联系。史称“八一〇”抗日武装起义。
- 第9军管区8月12日在通遼奉命向奉天方面後退，8月15日部隊在博王府集結。8月16日拂晓，司令甘珠尔扎布中将同其副官二人騎馬离去，被日本軍官目擊。失去司令官的第9軍管区部隊被日本方面解散[10]。
- 第10軍管区（駐海拉尔）1945年8月9日奉命赴兴安岭阻止苏联红军的进攻。8月10日，该部途经錫尼河时，第10軍管区中将司令官郭文林、参谋长正珠尔扎布策划发动锡尼河事件，杀死日本軍官，率部向苏联红军投诚，并将该计划告知了所部蒙古族軍官[11]。8月11日上午10時许，各隊一齐发动事变，杀死日本軍官（共29名）。第10軍管区約2,000名官兵于8月13日投降苏联红军[12]。
- 陆军兴安学校的人员600余人分为4个梯团出发行军，总指挥服部少将、校长乌尔金上将。每人只带步枪一支、300发子弹、水壶、饭盒等，其余一律弃置学校。8月10日16时出发，冒雨行军到葛根庙，再乘火车向郑家屯、巴彦塔拉撤退。8月11日拂晓在葛根庙北山，连长王海山为首的军官举事，击毙20余名日本军官[13]，推举王海山为大队长。9月初北上扎赉特旗，经与苏联红军驻王爷庙警备司令巴巴罗夫中校协商，进驻王爷庙改编为民警大队。1946年2月改编为东蒙古人民自治政府的东蒙古人民自治军第1师。
- 8月11日，兴安军校教导团连长乌力吉陶格陶牵头，同阿勇巴图，莫德尔图率教导团举行起义。

## 编制
1934年兴安军共3,495人，包括兴安东警备军、兴安西警备军、兴安南警备军、兴安北警备军。兴安东警备军代司令官绰罗巴图尔上校，驻博克图，辖兴安骑兵第1团、第2团、兴安步兵第1营、扎兰屯医院。兴安西警备军代司令官乌古廷上校，驻林西，辖兴安骑兵第3团、第4团、独立山炮兵第1连、独立通信第1连、林西医院。兴安南警备军司令官巴特玛拉布坦少将，参谋长甘珠尔扎布，驻钱家店，辖兴安骑兵第5团、第6团、独立山炮兵第2连、独立通信第2连、钱家屯医院。兴安北警备军司令官乌尔金少将，参谋长福龄，驻海拉尔，辖兴安骑兵第7团、第8团、兴安步兵第2营、海拉尔医院。:169
1945年兴安军分为第9军管区、第10军官区。第9军管区司令官甘珠尔扎布少将，参谋长德山恭助上校，驻通辽，辖骑兵第48团、第49团（配属于铁石部队）、独立辎重队、独立炮兵营、独立飞行队、自动车队、第9宪兵团、第9通信队、通辽医院。第10军官区司令郭文林中将，参谋长正珠尔扎布少将，驻海拉尔，辖第2师、陆军兴安学校（校长乌尔金上将）、海拉尔宪兵团、海拉尔通信队、海拉尔医院、第五十三部队。第2师师长林保治少将，下辖步兵第36团、骑兵第46团、47团、炮兵团、通信队。:185

## 关联条目
- 东蒙古人民自治政府
- 苏日边界冲突